# Падулето (Ливорно)
Падулето је насеље у Италији у округу Ливорно, региону Тоскана.
Према процени из 2011. у насељу је живело 23 становника. Насеље се налази на надморској висини од 8 м.